# Pyrocumulonimbus

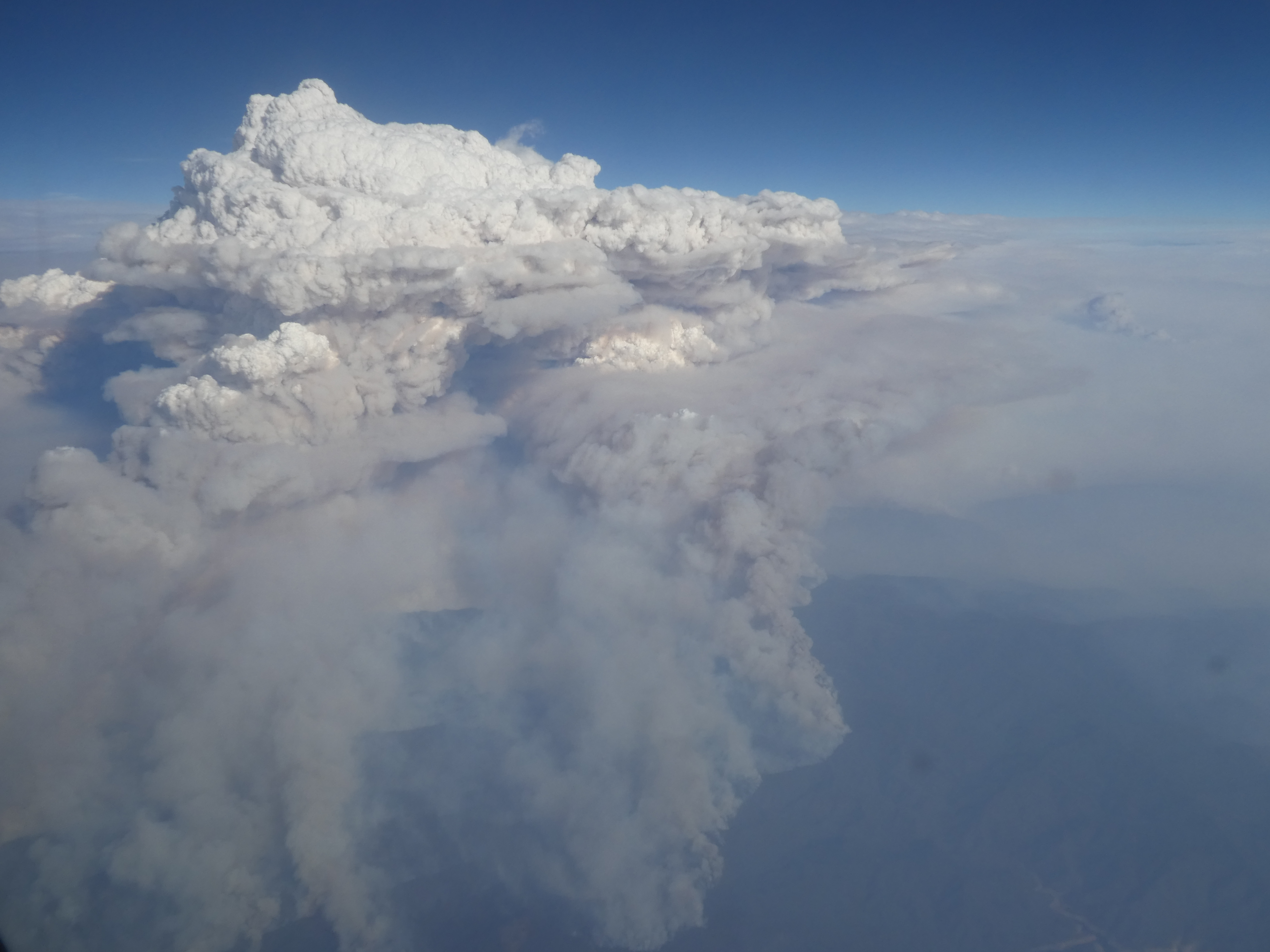
Pyrocumulonimbus im australischen Victoria (4. Januar 2020)

Pyrocumulonimbus (von altgriechisch πῦρ pýr, deutsch ‚Feuer‘, lateinisch cumulus ‚Haufen‘ und nimbus ‚Regenwolke‘), kurz PyroCb, auch Cumulonimbus Flammageniti, sind in der Meteorologie hoch reichende Gewitterwolken, die durch große Brände entstehen. Sie können Rauch in die untere Stratosphäre transportieren, der sich von dort monatelang weltweit verbreitet. PyroCbs bilden sich grundsätzlich unter zwei Voraussetzungen:
1. wenn am Boden große und intensive Hitzequellen entstanden sind und
2. darüber instabile atmosphärische Wetterverhältnisse herrschen.

Der Meteorologe Michael Fromm nennt drei Bedingungen zur Entstehung: heiß, trocken und windig. Pyrocumulonimbi können bei großen Waldbränden oder Buschfeuern entstehen. Sie sind zwar seit dem Jahr 1988 bekannt, allerdings nicht in Gänze erforscht.
Wie jede Gewitterzelle werden PyrCb begleitet von in Böen auffrischendem Wind am Boden. Der Wind facht das die Wolkenbildung auslösende Feuer an. Dadurch wird die Bekämpfung der Brände zusätzlich erschwert.

## Bezeichnungen
Für die Feuerwolke Pyrocumulonimbus gibt es mehrere Bezeichnungen und Schreibweisen wie cumulonimbus flammageniti (Abkürzung: Cb-Fg, CbFg), Pyrocumulonimbus, pyro-cumulonimbus, Pyro-Cumulonimbus (Abkürzung: PyroCb, pyroCb, pyro-Cb, pyrocb). Für Wolken, die aus einem Vulkan ausgeworfen werden, wird die Bezeichnung „vulkanische Cumulonimbus“ (engl. „volcanic cumulonimbus“) verwendet.
In den Medien werden diese PyroCbs auch als „Feuer, das man nicht bekämpfen kann“ oder als „Feuer, die ihr eigenes Wetter machen“ bezeichnet. Von der NASA werden sie als die „feuerspuckenden Drachen unter den Wolken“ (engl. „fire-breathing dragon of clouds“) bezeichnet.

## Entstehung

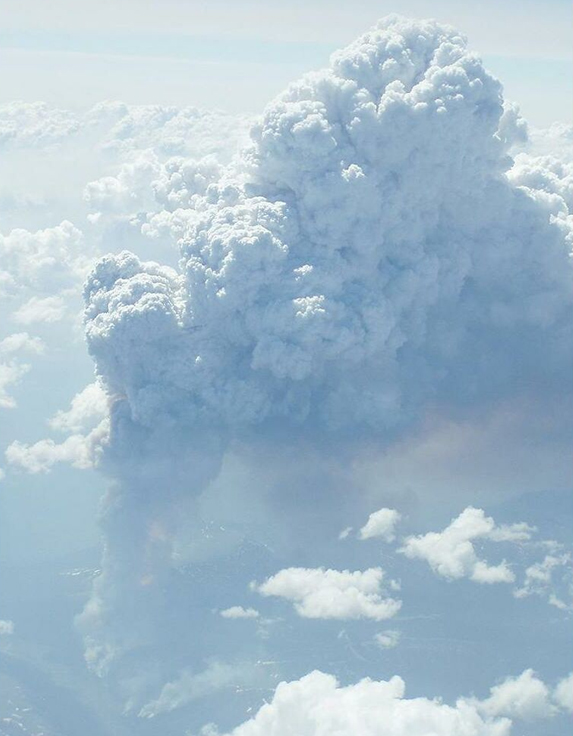
Pyrocumulonimbus auf 10 Kilometer Höhe, fotografiert aus einem Flugzeug

Über Bodenfeuern entwickelt sich Rauch, weil sie die in dem Brennstoff enthaltene Feuchtigkeit in Pflanzen und die Luftfeuchtigkeit in der Atmosphäre kondensieren und Aschepartikel mit aufsteigen. Die Wolke, die sich dabei bildet, wird allgemein als Feuerwolke bezeichnet. Bei großen Bodenfeuern entsteht eine Feuerwolke aus heißer, schnell bewegter Luft mit Rauch, die schnell hochsteigt und große Luftmassen nach oben mit einer Luftgeschwindigkeit von bis 160 km/h mit sich reißt. Die Luftturbulenzen, die dabei entstehen, mischen kühle Luft in die Wolke, die sich beim weiteren Aufsteigen weiter ausdehnt und abkühlt. Beim Hochsteigen sinkt der Luftdruck weiter ab und Wärme wird freigesetzt. Dies führt zu fortgesetzter Kondensation, wobei sich Eiskristalle bilden. Die Eispartikel reiben sich in den sehr kalten oberen Teilen dieser Wolken und bauen elektrische Ladungen auf, die mit Blitzen freigesetzt werden, dabei entstehen Gewitterfallwinde. Nachdem ein Gewitter mit Blitzen entstanden ist, wird die Wolke als Pyrocumulonimbus bezeichnet. Beobachtet wurden Blitze, die 30 Kilometer von einer PyroCb entfernt weitere Brände verursachten. PyroCb können bis in die untere Stratosphäre aufsteigen und haben als Wolke üblicherweise eine bis acht Stunden Bestand.

## Entdeckungsgeschichte

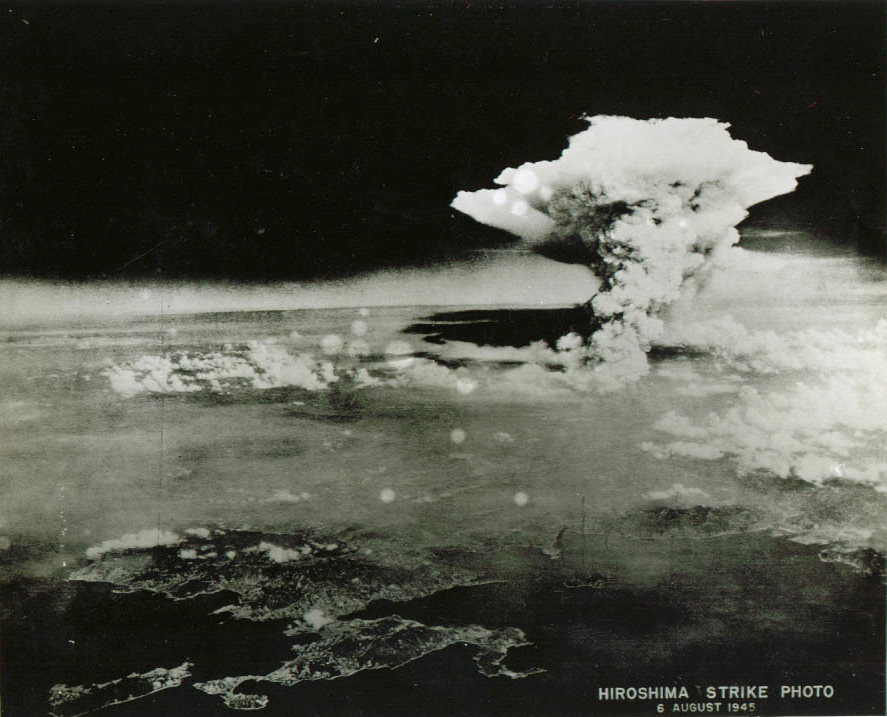
PyroCb über Hiroshima nach der Kernwaffenexplosion am 6. August 1945

Früher wurde angenommen, dass lediglich mittlere Vulkanausbrüche in der Lage sind, Aerosole bis in die untere Stratosphäre zu transportieren. Inzwischen gehen Forscher davon aus, dass die größten PyroCbs Rauchaerosole in der Menge eines mittleren Vulkanausbruchs in die untere Stratosphäre transportieren. PyroCbs entstehen aus natürlichen Ursachen oder werden von Menschen verursacht. Bekannt war, dass die Feuerstürme, die die Bombardierung von Hamburg im Zweiten Weltkrieg erzeugte, Asche bis in die Stratosphäre transportierten.
1988 wurde eine Feuerwolke beobachtet, die Rauch bis in die Stratosphäre transportierte und sie weltweit verbreitete. Diese Feuerwolke wurde namensgebend mit Pyrocumulonimbus beschrieben. Erst seit 2000 werden PyroCbs wissenschaftlich untersucht.
Aufgrund der Erkenntnisse über PyroCbs wurde 2016 der Atompilz, der sich nach der Explosion der Atombombe über Hiroshima bildete, anhand von Fotografien aus dem Jahr 1945 als PyroCb erkannt. Die Erkenntnis war: Nicht die Atomexplosion verursachte die Feuerwolke, sondern die Thermik der Feuer am Boden.

## Beispiele

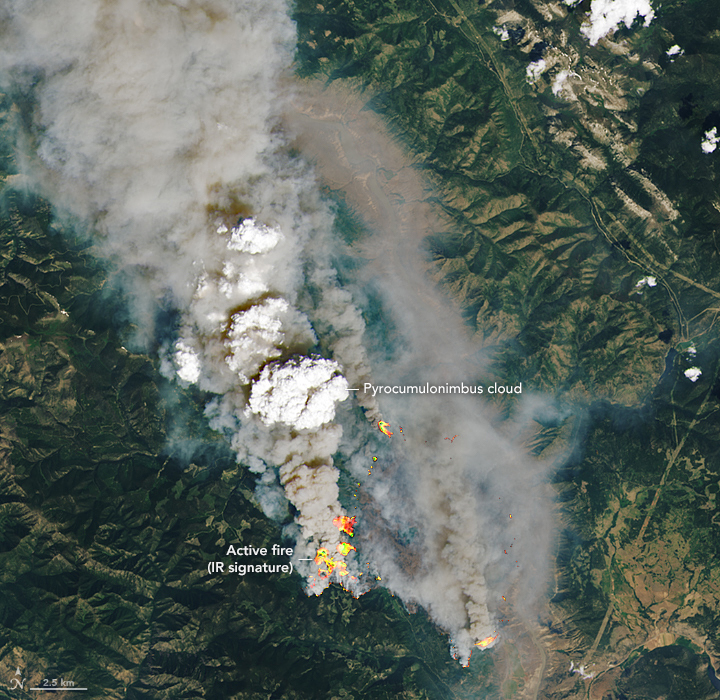
Waldbrand in British Columbia mit Pyrocumulonimbus, 30. Juni 2021

Pyrocumulonimbi entstehen häufiger als allgemein bekannt, Tendenz steigend.
Durch Beobachtungen zählten Forscher in der Feuersaison 2002 im Raum von USA/Kanada 17 PyroCbs. Das Buschfeuer in Canberra 2003, das durch einen Blitz entstand und sich zu einem PyroCb entwickelte, verbrannte 70 % der Fläche des Australian Capital Territory, zerstörte 500 Häuser und tötete vier Menschen. In Griechenland entstanden jeweils 2007 und 2009 PyroCbs. PyroCb erhoben sich 2019 in Bolivien, Russland und Nordamerika. Im Verlauf des Black-Saturday-Buschfeuers im Februar 2009 im australischen Victoria kam es zur gleichzeitigen Bildung von drei PyroCbs, die in eine Höhe von bis zu 15 Kilometern aufstiegen. In diesem Buschfeuer verloren 173 Menschen ihr Leben.
Bei Waldbränden im August 2017 in der kanadischen Provinz British Columbia wurde ein PyroCb erzeugt, der zwölf Kilometern und anschließend zwei Monaten später bis auf 23 Kilometer hochstieg. Auch in Spanien, Portugal und Schweden habe es bereits PyroCbs gegeben. Experten rechnen auch damit, dass derartige Rauchwolken auch in Mittel- und Nordeuropa auftreten werden.
Bei den Buschbränden in Australien 2019/2020 bildeten sich insgesamt 38 Pyrocumulonimbus-Wolken, von denen mehr als die Hälfte so hoch reichte, dass sie Rauchpartikel direkt in die Stratosphäre eintrugen. Unter anderem kam es um den Jahreswechsel 2019/20 zu einem Ausbruch einer Vielzahl von PyroCbs, die etwa eine Million Tonnen Rauchpartikel in die Stratosphäre transportierten.
Auch in den Kalifornischen Waldbrandsaison 2020 und 2021 traten Pyrocumulonimbus-Wolken auf, ebenso beim Bootleg Fire 2021 in Oregon. Wurden Pyrocumulonimbus-Wolken in der Vergangenheit noch als seltene Extremereignisse betrachtet, traten sie im Sommer 2021 nahezu täglich auf. Bis zum 27. Juli 2021 wurden in diesem Jahr bereits 74 Pyrocumulonimbus-Wolken beobachtet, darunter 46 in Kanada, 15 in den Vereinigten Staaten und 11 in Russland.
Obwohl noch früh in der Saison produzierte das Calf Canyon/Hermits Peak Fire in New Mexico am 10. Mai 2022 eine Pyrocumulonimbus-Wolke, was ein Anzeichen für weitere größere Pyrocumulonimbus-Wolken im Laufe der weiteren Saison ist.

## Feuerbekämpfung
Nach dem Entstehen dieses Feuerwolkentyps müssen sich Feuerwehrleute am Boden zurückziehen und in Sicherheit bringen. Eine Bekämpfung des Feuers aus der Luft kann ebenfalls nicht durchgeführt werden, denn dies ist bei den auftretenden Winden mit Geschwindigkeiten von 50 bis 60 Metern je Sekunde nicht mehr möglich. Ein Feuerwehrmann ist bei einem normalen Waldbrand je Meter Feuerfront einer Wärmeleistung von 10.000 Watt ausgesetzt. Die Wärmeleistungen eines PyroCbs beträgt 60.000 bis 90.000 Watt pro Meter. In New South Wales trainiert man die Feuerwehrleute auf die Gefahren, die durch die PyroCb entstehen. Erkennen könne man das Entstehen einer PyroCb daran, wenn sich eine Feuerwolke mehr als fünf Kilometer hoch in die Atmosphäre erhebt und sie darüber durch Eiskristallbildungen wieder weiß wird.